# Elecciones federales de Suiza de 1943
Las elecciones federales de Suiza se realizaron el 31 de octubre de 1943. El Partido Socialista Suizo se convirtió en el partido más grande del Consejo Nacional, obteniendo 56 de los 194 escaños.

## Resultados

### Consejo Nacional
| Partido                                                    | Votos     | %    | Escaños | +/– |
| ---------------------------------------------------------- | --------- | ---- | ------- | --- |
| Partido Socialista Suizo                                   | 251 576   | 28.6 | 56      | +11 |
| Partido Radical Democrático Suizo                          | 197 746   | 22.5 | 47      | –2  |
| Partido Demócrata Cristiano                                | 182 916   | 20.8 | 43      | 0   |
| Partido de los Agricultores, Comerciantes e Independientes | 101 998   | 11.6 | 22      | 0   |
| Alianza de los Independientes                              | 48 557    | 5.5  | 7       | –2  |
| Grupo Sociopolítico                                        | 29 627    | 3.4  | 5       | 0   |
| Partido Democrático Liberal                                | 28 434    | 3.2  | 8       | +2  |
| Jóvenes Agricultores                                       | 18 310    | 2.1  | 3       | 0   |
| Partido Socialista Liberal                                 | 9031      | 1.0  | 0       | –1  |
| Partido Popular Evangélico de Suiza                        | 3627      | 0.4  | 1       | +1  |
| Otros partidos                                             | 7918      | 0.9  | 2       | +2  |
| Votos en blanco/nulos                                      | 28 506    | –    | –       | –   |
| Total                                                      | 908 246   | 100  | 194     | +7  |
| Participación electoral                                    | 1 296 706 | 70.0 | –       | –   |
| Fuente: Mackie & Rose, Nohlen & Stöver                     |           |      |         |     |

### Consejo de los Estados
En varios cantones, los miembros del Consejo de los Estados fueron elegidos por los parlamentarios cantonales.
| Partido                                                    | Escaños | +/– |
| ---------------------------------------------------------- | ------- | --- |
| Partido Demócrata Cristiano                                | 19      | +1  |
| Partido Radical Democrático Suizo                          | 12      | –2  |
| Partido Socialista Suizo                                   | 5       | +2  |
| Partido de los Agricultores, Comerciantes e Independientes | 4       | 0   |
| Partido Democrático Liberal                                | 2       | 0   |
| Grupo Sociopolítico                                        | 2       | +2  |
| Otros partidos                                             | 0       | –3  |
| Total                                                      | 44      | 0   |
| Fuente: Nohlen & Stöver                                    |         |     |